# Czas Ciechanowa
Czas Ciechanowa – tygodnik lokalny, ukazujący się od września 2005 roku na terenie powiatu ciechanowskiego, obejmującego zasięgiem osiem gmin: Ciechanów, Glinojeck, Gołymin-Ośrodek, Grudusk, Ojrzeń, Opinogóra Górna, Regimin i Sońsk. Właścicielem gazety jest Arkadiusz Gołębiewski, dyrektor programowy tv Puls.